# Солана-Біч (Каліфорнія)
Солана-Біч (англ. Solana Beach) — місто (англ. city) в США, в окрузі Сан-Дієго штату Каліфорнія. Населення — 12 941 особа (2020).

## Географія
Солана-Біч розташована за координатами 32°59′29″ пн. ш. 117°15′29″ зх. д. / 32.99139° пн. ш. 117.25806° зх. д. (32.991497, -117.258042).  За даними Бюро перепису населення США в 2010 році місто мало площу 9,39 км², з яких 9,12 км² — суходіл та 0,27 км² — водойми.

## Демографія
Згідно з переписом 2010 року, у місті мешкало 12 867 осіб у 5650 домогосподарствах у складі 3283 родин. Густота населення становила 1371 особа/км².  Було 6540 помешкань (697/км²).
Расовий склад населення:
| - 85,8 % — білих - 4,0 % — азіатів - 0,5 % — корінних американців - 0,5 % — чорних або афроамериканців - 0,1 % — вихідців з тихоокеанських островів - 5,7 % — осіб інших рас |

До двох чи більше рас належало 3,4 %. Частка іспаномовних становила 15,9 % від усіх жителів.
За віковим діапазоном населення розподілялося таким чином: 18,5 % — особи молодші 18 років, 62,8 % — особи у віці 18—64 років, 18,7 % — особи у віці 65 років та старші. Медіана віку мешканця становила 43,7 року. На 100 осіб жіночої статі у місті припадало 97,5 чоловіків;  на 100 жінок у віці від 18 років та старших — 95,3 чоловіків також старших 18 років.
Середній дохід на одне домашнє господарство  становив 140 870 доларів США (медіана — 96 902), а середній дохід на одну сім'ю — 173 707 доларів (медіана — 116 069). Медіана доходів становила 79 443 долари для чоловіків та 71 185 доларів для жінок. За межею бідності перебувало 6,8 % осіб, у тому числі 2,1 % дітей у віці до 18 років та 8,3 % осіб у віці 65 років та старших.
Цивільне працевлаштоване населення становило 6907 осіб. Основні галузі зайнятості: науковці, спеціалісти, менеджери — 23,2 %, освіта, охорона здоров'я та соціальна допомога — 18,6 %, мистецтво, розваги та відпочинок — 12,6 %, роздрібна торгівля — 11,0 %.